# Hornbach (entreprise)
Pour les articles homonymes, voir Hornbach.
Hornbach est une chaîne de magasins de bricolage allemande de la grande distribution spécialisée dans les produits de construction, le bricolage et le jardinage, appartenant au groupe Hornbach Holding AG.
Hornbach possède plus de 130 magasins répartis dans les pays Allemagne, en République tchèque, en Suède, en Autriche, au Luxembourg, en Slovaquie, aux Pays-Bas, en Suisse et en Roumanie.

## Histoire
En 1877, l'entreprise fut créée par Michael Hornbach qui ouvrit un atelier dans la ville allemande de Landau dans le Palatinat. C'est en 1968, que l'arrière-petit-fils du fondateur, Otmar Hornbach, ouvre le premier magasin de bricolage en combinaison avec un centre de jardinage — ce qui était à l'époque une nouveauté en Europe.
En 1996, l'expansion des magasins Hornbach dans d'autres pays européens commence, avec l'ouverture du premier magasin en Autriche puis un autre à Zaandam aux Pays-Bas en avril 1997.

## Identité visuelle

### Logos

Logo international de Hornbach
Logo international alternatif de Hornbach
Logo allemand utilisé en Allemagne, Autriche, Suisse alémanique et au Luxembourg
Logo français utilisé au Luxembourg depuis 1998 et en Suisse romande depuis 2002

## Implantations

### En Europe

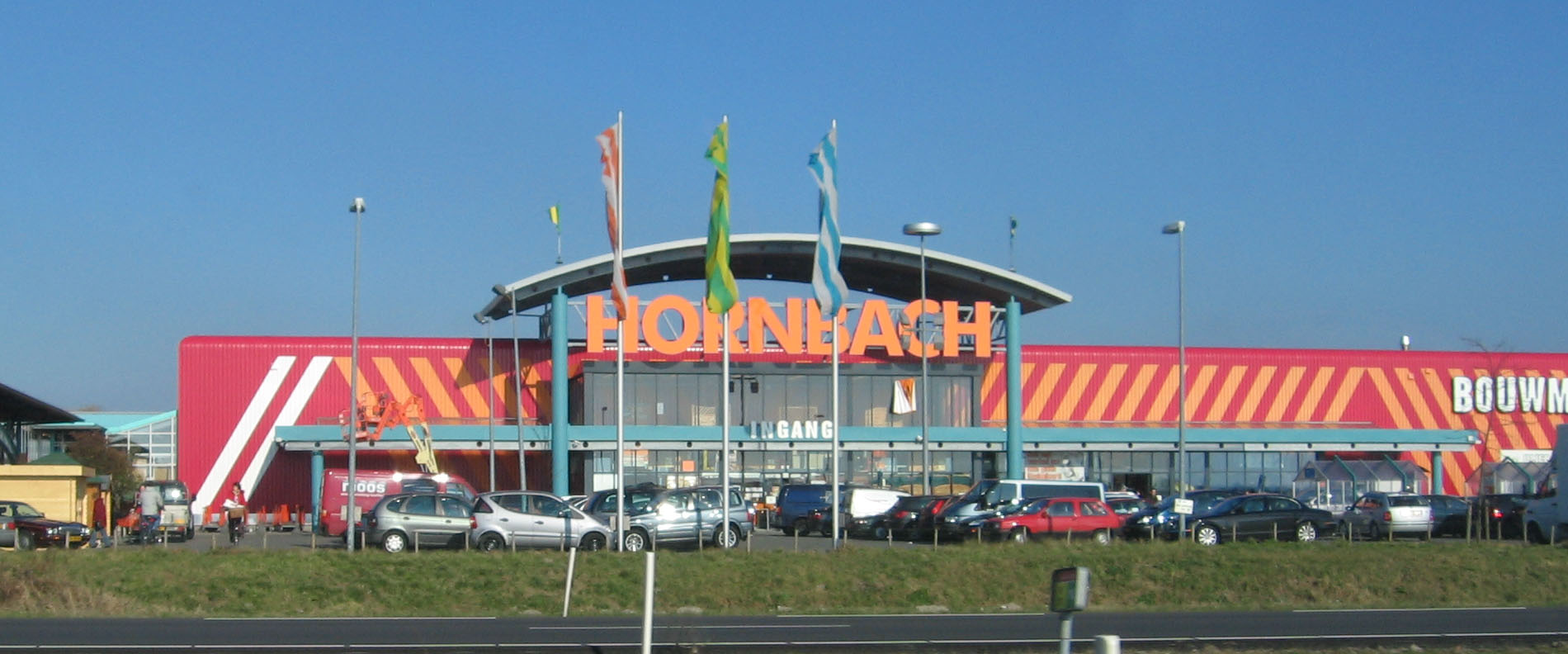
Un magasin Hornbach à Wateringen aux Pays-Bas

| Pays               | 1er magasin | Nombre de magasins |
| ------------------ | ----------- | ------------------ |
| Allemagne          | 1968        | 96                 |
| Autriche           | 1996        | 14                 |
| Pays-Bas           | 1997        | 14                 |
| République tchèque | 1998        | 10                 |
| Luxembourg         | 1998        | 1                  |
| Suisse             | 2002        | 8                  |
| Suède              | 2003        | 7                  |
| Slovaquie          | 2004        | 4                  |
| Roumanie           | 2007        | 6                  |